# Дафи
Ејми Ен Дафи (енгл. Aimée Ann Duffy; Бангор, 23. јун 1984), познатија као Дафи (енгл. Duffy), велшка је певачица, ауторка песама и глумица.
Њене песме су репрезентативни примери плавооког соула и британског попа. Њен дебитантски студијски албум Rockferry, објављен у марту 2008, продат је до краја те године у више 1.685.000 примерака на простору Уједињеног Краљевства. Био је то и најпродаванији албум на британском тржишту у 2008. години. Вишеструко платинасти албум изнедрио је хитове попут Mercy и Warwick Avenue.

## Дискографија

### Студијски албуми
- (2008)
- (2010)

### издања
- (2004)
- (2008)
- (2009)
- (2011)

## Филмографија
| Улоге Дафи |                     |               |           |          |
| Година     | Српски назив        | Изворни назив | Улога     | Напомена |
| 2008.      | Уживо суботом увече |               | Дафи      | гошћа    |
| 2010.      | Патагонија          |               | Сиси      |          |
| 2015.      | Легенда             |               | Тими Јуро |          |

## Награде и номинације
- Награде Кју

| Година | Категорија     | Номиновано дело | Исход      |
| ------ | -------------- | --------------- | ---------- |
| 2008.  | Најбољи пробој | —               | Освојено   |
| 2008.  | Најбоља песма  |                 | Номинација |